# DKW F9
O DKW F9 foi o protótipo de um automóvel que a Auto Union pretendia lançar como sucessor do DKW F8.

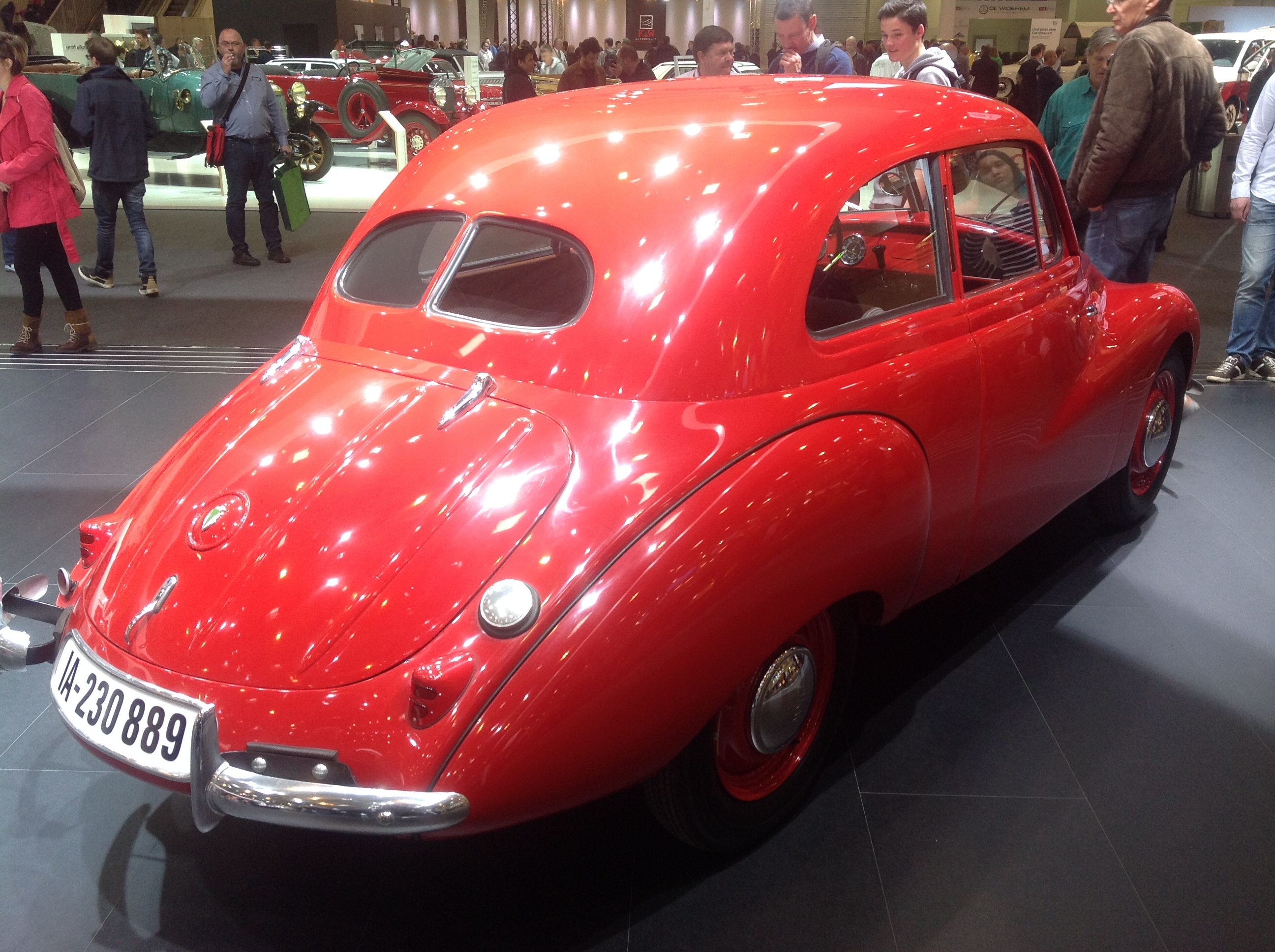
Vista traseira

Os pequenos DKWs estavam entre os carros pequenos mais vendidos na Alemanha na década de 1930, e atualizações regulares de modelos eram parte da estratégia da empresa para manter o sucesso comercial neste crescente setor de mercado. Com sua carroceria toda de aço projetada por Guenther Mickwausch, o F9 teria representado um passo significativamente maior do que o F8: parece que o F9 já estava em desenvolvimento em 1937, dois anos antes do lançamento de seu predecessor F8. Vários protótipos foram produzidos durante o período de 1939-1942.
Um fator Cd de 0,42 foi reivindicado para o novo design e a aparência do carro era significativamente mais suave do que os designs DKW da década de 1930. Pela primeira vez, um motor de três cilindros foi especificado, implicando vantagens úteis de desempenho. Em outros aspectos, as tradições DKW foram respeitadas. O motor ainda era uma unidade de dois tempos, e as rodas motrizes ainda eram as rodas dianteiras. O chassi ainda era de construção de estrutura de caixa.
Se a Segunda Guerra Mundial não tivesse intervindo, acredita-se que o F9 teria substituído o F8 em 1940. No evento, a produção do F8 Meisterklasse foi prolongada até 1942, quando a produção de automóveis de passeio em Zwickau chegou ao fim.
No entanto, após a guerra, o carro reapareceu como IFA F9 e foi oferecido para venda pelos novos controladores da fábrica de Zwickau entre 1949 e 1956. No oeste da Alemanha, a empresa sucessora da Auto Union começou com produtos de dois cilindros que, de muitas maneiras, deviam mais ao antigo F8 do que ao F9, mas com a introdução em 1953 do DKW F91, os negócios ocidentais também ofereceram seu próprio desenvolvimento deste inovador protótipo pré-guerra.